# Президентские выборы в Южной Корее (1997)
Предвыборная кампания 1997 года в Южной Корее проходила в условиях развивающегося азиатского финансового кризиса 1997 года, который тяжело сказался на экономике страны. Резко упал курс национальной валюты: в сентябре 1997 года курс доллара США составлял 930 вон, в ноябре — 980, 10 декабря курс упал до отметки в 1500 вон, 11 декабря — 1700, а 12 декабря — почти до 2000 вон. Последовавший за этим рост цен на импортное сырье привел к закрытию ряда мелких и средних предприятий и росту безработицы. Ещё летом обанкротилась корпорация «Ханбо», осенью — автомобильный концерн «КИА-Моторс». Начался стремительный отток иностранных инвестиций из страны, упал курс акций, в Южную Корею пришла так называемая «эпоха Международного валютного фонда».
Избирательная гонка стартовала 19 мая, когда Ким Дэ Чжун выдвинулся кандидатом на пост президента от оппозиционной партии «Национальный конгресс за новую политику». Кандидатом от правящей партии был избран представитель нового поколения политиков Ли Хве Чхан. Свою кандидатуру на начальном этапе избирательной кампании выдвинул и Ким Джон Пхиль, возглавлявший новую политическую партию «Либеральный демократический союз». Кроме того, свою кандидатуру выдвинул Ли Индже, бывший губернатор столичной провинции, вышедший из рядов правящей партии 17 сентября и образовавший свою Объединённую народную партию.
Для того, чтобы продемонстрировать свою независимость от Ким Ён Сама, политика которого привела страну к кризису, Ли Хве Чхан переименовал правящую партию в «Партию великой страны» (Ханнара). В своей предвыборной агитации Ли призывал покончить с политическим лидерством «трёх Кимов» (Ким Дэ Чжун, Ким Ён Сам, Ким Джон Пхиль) и сделать выбор в пользу политиков нового поколения. Видя достаточно высокий уровень популярности Ли Хве Чхана, Ким Джон Пхиль снял свою кандидатуру и призвал своих избирателей отдать голоса за Ким Дэ Чжуна.
По итогам голосования победу одержал оппозиционный кандидат Ким Дэ Чжун, за которого проголосовало 40,3 % избирателей, в то время как за Ли Хве Чхана — 38,7 %, разница составила лишь 390 тысяч голосов. Ли Индже набрал 19,2 % голосов.
Это были первые в Южной Корее президентские выборы, на которых власть законным путём перешла к оппозиции.

## Результаты выборов
| Кандидат                                            | Партия                                              | Число поданных голосов | %      | %     |
| --------------------------------------------------- | --------------------------------------------------- | ---------------------- | ------ | ----- |
| Ким Дэ Чжун                                         | Национальный конгресс за новую политику             | 10 326 275             | 40,3 % |       |
| Ли Хве Чхан                                         | Ханнара                                             | 9 935 718              | 38,7 % |       |
| Ли Индже                                            | Объединённая народная партия                        | 4 925 591              | 19,2 % |       |
| Квон Ён Гиль                                        | Демократическая лейбористская партия                | 306 026                | 1,2 %  | 1,2 % |
| Хо Гён Ён                                           | Демократическая республиканская партия              | 32 918                 | 0,2 %  | 0,2 % |
| Син Джон Иль                                        | Партия объединения Кореи                            | 11 901                 | 0,2 %  | 0,2 % |
| Ким Хан Сик                                         | Союз за честную политику                            | 5714                   | 0,2 %  | 0,2 % |
| Испорченных бюллетеней                              | Испорченных бюллетеней                              | 400 195                | 0,6 %  | 0,6 % |
| (Всего избирателей: 32,290,416, явка: 80,7 %) Всего | (Всего избирателей: 32,290,416, явка: 80,7 %) Всего | 26 042 633             | 100 %  | 100 % |